# Dolichopeza (Nesopeza) thiasophila
Dolichopeza (Nesopeza) thiasophila is een tweevleugelige uit de familie langpootmuggen (Tipulidae). De soort komt voor in het Oriëntaals gebied.